# Thomas Kaspar

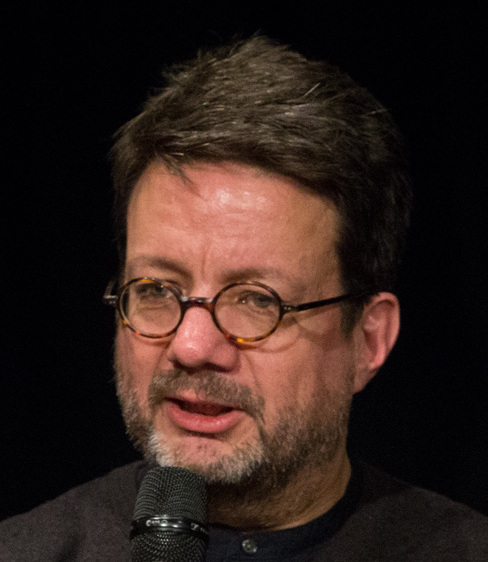
Thomas Kaspar, 2019

Thomas Hermann Kaspar ist ein deutscher Journalist und war bis Januar 2024 Chefredakteur der Frankfurter Rundschau.

## Leben
2001 arbeitete er bei Hubert Burda Media und führte das Computermagazin Computer easy in verschiedenen Funktionen, zuletzt als stellvertretender Chefredakteur.  2004 wechselte er zur Computerzeitschrift CHIP. Er gründete Chip Creative Media, einen Vorläufer der späteren Native Advertising Agenturen. Als erster deutscher „Chefredakteur Community“ wechselte er dann zu CHIP Online. Als Chief User Officers baute Kaspar die Nutzerforschung, das Userlab und die User Experience für Chip Online auf.
2012 wechselte Kaspar als Managing Partner zur Münchner Internetagentur Ray Sono und leitete das Customer Journey Management.
Im Mai 2015 wechselte er zurück zu den Medien und verantwortete als Chief Product Officer alle Regionalportale auf der Plattform von Ippen Digital, darunter merkur.de, tz.de, hna.de, wa.de und zahlreiche neu entstandene 24er-Portale. Ab September 2016 war er zusätzlich Chefredakteur der Ippen Digital Zentralredaktion sowie von merkur.de und tz.de. Diese Position gab er auf, als er am 1. März 2019 neben Bascha Mika zweiter Chefredakteur der Frankfurter Rundschau wurde. Die Zeitung gehört ebenfalls dem Verleger Dirk Ippen. Seit dem 1. April 2020 war er alleiniger Chefredakteur der Frankfurter Rundschau. 2022 wurde er vom Magazin Kress als Chefredakteur des Jahres ausgezeichnet. Seit 2022 ist er auch Vorsitzer der Alten- und Weihnachtshilfe der Frankfurter Rundschau. Im Jahr 2022 etablierte er den Werner Holzer Preis für ausgezeichneten Auslandsjournalismus.
Im Dezember 2023 gab Kaspar bekannt, dass er die Frankfurter Rundschau zum 1. Februar 2024 verlassen und zu Ippen Digital zurückkehren wird.

## Veröffentlichungen
- Thomas Kaspar: Anstöße - Arbeitsbuch für den Politikunterricht. Ernst Klett Schulbuchverlag, 1995, ISBN 3-12-057200-4.
- Thomas Kaspar: Alzira, Programmheft zur deutschen Erstaufführung, Passau 1998
- Thomas Kaspar: Web 2.0 - Geld verdienen mit Communitys. C.H. Beck, 1999, ISBN 978-3-406-58562-3.
- Thomas Kaspar, Gerd Scherm: Das Labyrinth. Der Zauberflöte zweiter Theil. BoD, 2012, ISBN 978-3-8448-1557-3.
- Thomas Kaspar, Stephan Hebel: Heile Welt - 32 Ideen für Die Welt nach Corona. Societäts Verlag, 2021, ISBN 978-3-95542-404-6.
- Thomas Kaspar, Richard Meng: Haltung zählt - Anspruch und Geschichte der Frankfurter Rundschau. edition7, 2021, ISBN 978-3-949111-99-0.